# بنرکوری

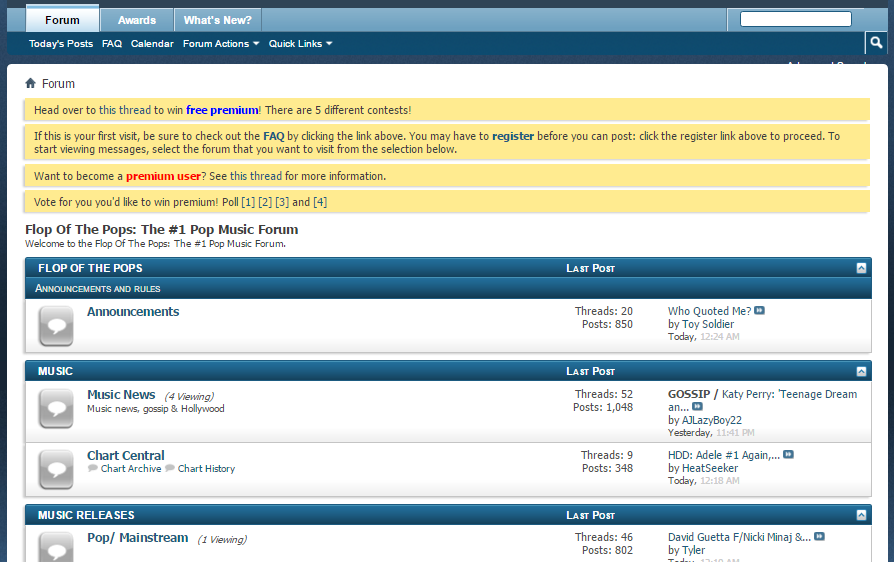
صفحهٔ اول یک تالار گفتگو با بنرهای متعدد نارنجی که تلاش دارند توجه کاربر را جلب کنند

بنرکوری (انگلیسی: Banner blindness) یک پدیده در کاربردپذیری وبی است که مشاهده‌کننده‌های یک وبگاه خودآگاه یا ناخودآگاه اطلاعات شبیه به بنر را نادیده می‌گیرند. اصطلاح گسترده‌تری که شامل همه حالت‌های تبلیغ باشد تبلیغ‌کوری است و حجم بنرهایی که مردم نادیده می‌گیرند بنر نویز خوانده می‌شود.
اصطلاح بنرکوری در ۱۹۹۸ در نتیجهٔ آزمایش‌های کاربرپذیری که اکثریت افراد مورد آزمایش خودآگاه یا ناخودآگاه اطلاعاتی که در بنرها نمایش داده می‌شدند را نادیده می‌گرفتند، ابتکار شد. اطلاعاتی که کمتر مورد توجه قرار گرفته بود هم شامل بنرهای تبلیغاتی خارجی و هم بنرهای ناوبری داخلی که «پیوندهای سریع» نیز خوانده می‌شوند بود.